# Bear Archery
Bear Archery est un fabricant et distributeur d’arcs et d’équipements de tir à l’arc situé à Gainesville, en Floride, appartenant à Escalade Sports.

## Histoire
La société a été fondée en 1933 sous le nom de Bear Products Company à Detroit par Fred Bear et Charles Piper. L'accent était initialement mis sur le travail de sérigraphie et de support publicitaire pour les entreprises du secteur de l'automobile.
En 1938, Fred Bear engage Nels Grumley, un ébéniste et menuisier, et la société s'agrandit pour proposer des arcs fabriqués à la main.
Fred Bear vend ensuite la branche marketing de la Bear Products Company en 1940. Le commerce de tir à l'arc est alors renommé Bear Archery.
En 1947, la société déménage dans de nouvelles installations à Grayling, dans le Michigan. L'usine de Grayling se concentre sur la fabrication et la commercialisation d'arcs classiques et d'arcs longs dans un marché qui est en plein essor. La fabrication de l'arc passe de la fabrication artisanale à la fabrication en série de fibres de verre et d'autres matériaux modernes.
Fred Bear vend la société à Victor Comptometer en 1968 mais reste président de Bear Archery. La compagnie n'était pas la première à avoir fabriqué des arcs à poulie, mais connaît le succès avec les premiers modèles comme le Whitetail Hunter.
Bear Archery transfère la fabrication du Michigan à Gainesville, en Floride, en 1978.
Au cours des trois décennies suivantes, Bear Archery change de mains lors d’une série de fusions, d’acquisitions et de scissions de Victor Comptometer vers Walter Kidde & Co, Hanson PLC, US Industries, Fenway Partners et le North American Archery Group.
En 2003, Escalade Sports acquiert le North American Archery Group et exerce actuellement ses activités sous le nom de Bear Archery Inc.